# Catocala duplicata
Catocala duplicata és una espècie de papallona nocturna de la subfamília Erebinae i la família Erebidae. Es troba a Corea i Japó (Hokkaido, Honshü, Shikoku i Kyüshü).
Fa aproximadament 47 mm d'envergadura alar.